# Julie Caitlin Brown
Julie Caitlin Brown, nata Andrich (San Francisco, 27 gennaio 1961), è un'attrice statunitense.

## Filmografia parziale

### Cinema
- Miami Blues, regia di George Armitage (1990)
- Lover's Knot, regia di Peter Shaner (1995)
- All About Evil, regia di Joshua Grannell (2010)

### Televisione
- L'uomo che volevo (Roxanne: The Prize Pulitzer) - film TV (1989)
- La valle dei pini (All My Children) - serie TV, 5 episodi (1992)
- Star Trek: The Next Generation – serie TV, episodi 7x04-7x05 (1993)
- Due poliziotti a Palm Beach (Silk Stalkings) - serie TV, 2 episodi (1993, 1996)
- Panico dietro le quinte (Murder Live!) - film TV (1997)
- Babylon 5 - serie TV, 23 episodi (1994-1998)
- JAG - Avvocati in divisa (JAG) - serie TV, 2 episodi (1996-2000)